# 陈峰
陈峰（1953年6月26日—），男，中國共產黨黨員，山西霍州人，中华人民共和国企业家，曾任海航集团董事长兼党委书记。
2021年1月26日，中共海航集团第二次代表大会召开，选举产生中共海航集团第二届委员会，并召开了第一次全体委员会议。经选举，联合工作组组长顾刚当选新一届海航集团党委书记，董事长陈峰卸任党委书记一职。

## 生平
1953年出生在山西霍州市，成长于北京。在文化大革命中，在中国人民解放军空军四川某部工作，1979年文革结束后，调职到中国民用航空局计划司工作。之后到国家空中交通管制局工作。
1984年获得奖学金前往德国留学，毕业于汉莎航空空中运输管理学院。1989年在世界银行位于海口的办公处工作，同年成立海南省航空公司，也即是海南航空前身，在时任中共海南省委副书记兼省长刘剑峰大力支持下获得初始资金。
1990年担任海南省省长航空事务助理。
2018年，海航集团有限公司联合创始人、原董事长王健在法国普罗旺斯阿维尼翁附近村子坠亡，原董事局主席陈峰走向前台。
2020年9月15日，中国执行信息公开网發布西安碑林區法院信息，陳峰因公司欠款而成為失信被執行人，被“限制高消费”。
2021年9月24日，海航集团发布公告，今接到海南公安机关通知，海航集团有限公司董事长陈峰、首席执行官谭向东因涉嫌违法犯罪，被依法采取强制措施。2025年7月，陈峰因犯背信损害上市公司利益罪、骗取贷款罪、职务侵占罪三项罪名，被判处有期徒刑12年，判处罚金2.21亿元，没收个人财产4000万元。陈峰当庭表示不服，提起上诉。

## 荣誉
1995年拿到荷兰马斯特里赫特管理学院MBA证书，2002年获得哈佛商学院高级管理证书。

## 个人生活
陈峰是一名中國共產党黨员，曾爲國家副主席王岐山下屬、助手。憑藉所拥有的政治人脉，陳峰與海航的高管得以从中国国有银行获得低成本融资。陳峰与佛教徒，宗教、國學學者南怀瑾有交往。民间传言稱陳峰拜南怀瑾为师。陳峰自稱并非佛教徒或学者，自称“平时不抽烟也不喝酒”。